# 赤岳 (八ヶ岳山系)
赤岳（あかだけ）は、長野県南佐久郡南牧村、諏訪郡原村、茅野市、山梨県北杜市にまたがる活火山である標高2,899 mの山。八ヶ岳中信高原国定公園南部に位置し、八ヶ岳連峰の最高峰である。

## 概要
山名は山肌が赤褐色であることに由来し、山頂は南峰と北峰に分かれており、南峰に一等三角点と赤岳神社がある。北峰には赤岳頂上山荘がある。南峰とその南の権現岳との間はキレット（鞍部）となっている。麓は冬はスキー客で、夏は避暑地として賑わう。6月第一日曜日には頂上で開山祭が盛大に行われる。

## 登山
日本百名山を目的として八ヶ岳に登る者は、この赤岳を目指す者が多い。また、新日本百名山に選定されている。赤岳山頂までの登山ルートは3種類あり美濃戸口、真教寺尾根、県界尾根という3種類がオーソドックスである。
赤岳山頂までの登山ルートは片道時間で美濃戸口で約5時間10分、真教寺尾根で約6時間20分、県界尾根で約7時間10分となっている。

### 登山道

#### ピストン
- 美濃戸から南沢経由

赤岳への最短コースであり、最も一般的。ただし南沢は登山道が不明瞭で、踏跡が枝分かれしているように見えるところが多数あるため、道迷いの事例が発生している。特に夜間は見通しが悪いため尚更である。目印となる色テープは所々にあるが道標は少ない。沢の渡渉が何度もあるが木橋がないので大雨の後は要注意。アクセスとしては、茅野駅から美濃戸口まではバスでも行ける。美濃戸口から美濃戸への林道は一般車両も通行可能だが、路面がかなり荒れており、車高の低い車や運転に不慣れな者は推奨されない。
八ヶ岳山荘にはチップ制トイレと、前に広い駐車場がある。やまのこ村、赤岳山荘には各70台程の駐車場がある。柳を渡り美濃戸山荘前で北沢と南沢の分岐点となる。北沢の林道を行くと2本の五葉松の巨木の根元に小さな神社が祀られており、横に固れる事のない湧水が流れている。
- 美濃戸口から御小屋尾根・阿弥陀岳経由
- 美し森から真教寺尾根経由
- 野辺山から県界尾根経由

#### 周回コース・縦走路
- 美濃戸を拠点に、赤岳～横岳～硫黄岳の周回コース

美濃戸に駐車して、この3山を巡る周回コースは人気がある。早朝から登り始めれば、健脚者であれば日帰りも不可能ではない。南沢から登り、北沢から下山するほうが速い。逆方向だと赤岳鉱泉からの長い単調な登りがある。
- 権現岳からの縦走

### 山小屋
俗に「小屋ヶ岳」などと言われるくらい山小屋の多い山域だが、美濃戸口から山頂までは特に山小屋が多く、登山道沿いに美濃戸口（2軒）・美濃戸（3軒）・赤岳鉱泉・行者小屋・赤岳天望荘・赤岳頂上山荘と9軒の山小屋を通過する一方、清里・野辺山側からの登山道（県界尾根、真教寺尾根）には山小屋は無い。また、冬季にも営業している山小屋が多いのがこの山域の特徴である。そのため、冬でも比較的軽量の荷物で登山が可能である。一部の山小屋には、キャンプ指定地が併設されている。
そのほか、南のキレットにはキレット小屋がある。

## 地理

### 周辺の山

阿弥陀岳から望む赤岳周辺の山

| 山容 | 山名     | 標高 (m) | 三角点等級 基準点名         | 赤岳からの 方角と距離(km) | 備考                            |
| ---- | -------- | -------- | --------------------------- | ------------------------- | ------------------------------- |
|      | 硫黄岳   | 2,760    | （三等）「箕冠」 (2741.69m) | 北 3.1                    | 高山植物 コマクサ、ウルップソウ |
|      | 横岳     | 2,830    |                             | 北 1.6                    | 「奥ノ院」が最高点              |
|      | 阿弥陀岳 | 2,805    |                             | 西 1.0                    | 御小屋尾根                      |
|      | 中岳     | 2,700    |                             | 西 0.5                    | 赤岳と阿弥陀岳の中間            |
|      | 赤岳     | 2,899.38 | 一等 「赤岳」               | 0                         | 八ヶ岳の最高峰 日本百名山       |
|      | 権現岳   | 2,715    |                             | 南南西 2.5                |                                 |
|      | 編笠山   | 2,523.72 | 二等 「編笠岳」             | 南西 3.9                  | 八ヶ岳の南端                    |

### 主な山との位置関係
八ヶ岳の最高峰の赤岳と周辺の各山域の主要な山との位置関係は下表である。
| 山容                     | 山名       | 標高 (m) | 三角点等級 基準点名            | 赤岳からの 方角と距離(km) | 備考                 |
| ------------------------ | ---------- | -------- | ------------------------------ | ------------------------- | -------------------- |
|                          | 奥穂高岳   | 3,190    |                                | 北西 74.0                 | 北アルプスの最高峰   |
| 硫黄岳から望む浅間山     | 浅間山     | 2,568    |                                | 北 50.3                   | 活火山               |
| 横岳方面から望む赤岳     | 赤岳       | 2,899.38 | 一等 「赤岳」                  | 0                         | 八ヶ岳の最高峰       |
|                          | 北奥千丈岳 | 2,601    |                                | 東南東 29.4               | 奥秩父山塊の最高峰   |
|                          | 北岳       | 3,193    | （三等）「白根岳」 (3,192.18m) | 南南西 34.9               | 南アルプスの最高峰   |
|                          | 木曽駒ヶ岳 | 2,955.95 | 一等 「信駒ケ岳」              | 西南西 54.9               | 中央アルプスの最高峰 |
| 赤岳から望む雲海と富士山 | 富士山     | 3,776    | （二等）「富士山」 (3,775.63m) | 南南東 75.0               | 日本の最高峰         |

### 源流の河川
赤岳は、以下の河川の源となる山である。
- 赤岳沢、大門沢　（釜無川の支流で駿河湾へ流れる）
- 杣添川南沢　（千曲川の支流で信濃川から日本海へ流れる）
- 柳川南沢　（上川の支流で諏訪湖を経て天竜川から太平洋へ流れる）

## 赤岳の風景

### 赤岳の山容
|                        |                  |                          |                        |                    |
| 中山展望台から望む赤岳 | 横岳から望む赤岳 | 阿弥陀岳中腹から望む赤岳 | 硫黄岳方面から望む赤岳 | 権現岳から望む赤岳 |

### 赤岳山頂から望む周辺の山
|          |                    |      |                  |
| 阿弥陀岳 | 蓼科山と北アルプス | 横岳 | 夜明け前の富士山 |